# Evangelisch-Lutherische Kirche in Namibia (DELK)
Die Evangelisch-Lutherische Kirche in Namibia (ELKIN-DELK; englisch Evangelican-Lutheran Church in Namibia (ELCIN-GELC)) ist die deutschsprachige evangelische Kirche in Namibia. Sie besteht neben der überwiegend nordnamibischen Evangelisch-Lutherischen Kirche in Namibia und der überwiegend südnamibischen Evangelisch-Lutherischen Kirche in der Republik Namibia.

## Geschichte
Die deutsche Kirchengemeinde Namibias geht auf die Tätigkeit der Rheinischen Missionsgesellschaft zurück, deren Sendboten Südwestafrika bereits 1842 erreichten. 1896 wurde in Windhoek die erste deutsche evangelische Gemeinde im Land gegründet, die der Evangelischen Landeskirche Preußens angehörte. Wegen des Herero- und Namakrieges in den Jahren 1904 und 1905 konnte Heinrich Vedder erst 1905 in Swakopmund eine weitere Gemeinde gründen. Später entstanden noch Gemeinden in Karibib, Lüderitz, Omaruru, Otjiwarongo und Outjo. Bis in die 1960er Jahre waren mit Ausnahme der größeren Orte die Missionare der Rheinischen Missionsgesellschaft sowohl für die Missions- wie auch für die deutschsprachigen Gemeinden zuständig.
1958 beschloss der Zusammenschluss der deutschsprachigen Gemeinden, die Deutsche Evangelische Synode von Südwestafrika, die Gründung einer selbständigen Kirche auf Grundlage des Augsburger Bekenntnisses und des Kleinen Katechismus von Martin Luther. Die Gründung erfolgte am 30. Mai 1960 unter dem Namen Deutsche Evangelisch-Lutherische Kirche in Südwestafrika. Seit 1992 führt die Kirche ihren jetzigen Namen, der vorherige wurde dem neuen Namen als Kürzel in Klammern hinzugefügt.
Die Evangelisch-Lutherische Kirche in Namibia (DELK) sieht sich als autochthone Kirche Namibias mit überwiegend deutschem Sprachgebrauch. Sie bildet mit den beiden Schwesterkirchen Evangelical Lutheran Church in Namibia (ELCIN) und Evangelical Lutheran Church in the Republic of Namibia (ELCRN) eine Vereinte Kirchenleitung (United Church Council – Namibia Evangelical Lutheran Churches), die mehrmals im Jahr zusammentritt.

## Struktur
Oberste Organe der Kirche sind nach der Kirchenverfassung die Synode, der Bischof und die Kirchenleitung. Die geistliche Leitung liegt beim Bischof (früher Landesprobst), der zugleich ein Pfarramt in Windhoek innehat. Bischof der Evangelisch-Lutherischen Kirche in Namibia (DELK) war von 2008 bis Mai 2014 Erich Hertel. Seitdem leitete kommissarisch Pastor Rudolf Schmid die Kirche, ehe am 18. Januar 2015 der neue Bischof Burgert Brand das Amt übernahm. Er wurde im Januar 2025 von Frank Schütte abgelöst und Brand wechselte als Gemeindepastor in die Norden-Gemeinde.
Die Kirche verfügt (Stand April 2025) über fünf Pastoren.
Die Kirche ist untergliedert in 15 Gemeinden mit insgesamt etwa 5000 Seelen. Die Gemeinden außerhalb Windhoeks haben sich zu Gemeindeverbänden zusammengeschlossen.
| Gemeinde bzw. Gemeindeverband | Pfarrstelle | Gemeinde(n)                                           | Kirchen | Bild                                                  | Gründungsjahr        | Einrichtungen |
| ----------------------------- | ----------- | ----------------------------------------------------- | --- | ----------------------------------------------------- | -------------------- | --- |
| Windhoek                      | Windhoek    | Windhoek                                              | - Christuskirche (22° 34′ 3,9″ S, 17° 5′ 14,4″ O) - Markuskirche (22° 34′ 32,8″ S, 17° 4′ 46,9″ O) - Lukaskirche, bis 2021 und seit April 2025 gepachtet (22° 34′ 1,1″ S, 17° 6′ 16,7″ O)     | Christuskirche Windhoek · Lukaskirche Windhoek        | 1896                 | - Sitz der Kirchenleitung - Sozial- und Altersheim - Kindergarten (2. KiGa 2024 geschlossen) - Versorgungseinrichtung für geistig behinderte Menschen - Gemeindezentrum (seit 2025 langfristig verpachtet) |
| Küste                         | Swakopmund  | - Henties Bay - Swakopmund - Walvis Bay               | - Evangelisch-Lutherische Kirche Swakopmund (22° 40′ 37,2″ S, 14° 31′ 45,7″ O) - Evangelisch-Lutherische Kirche Walvis Bay (22° 57′ 6,9″ S, 14° 30′ 35,5″ O)                                  | Evang.-Luth. Kirche Swakopmund                        | - 1905 - 1927        | Kindergarten |
| Zentral                       | Okahandja   | - Gobabis - Okahandja                                 | - Friedenskirche Okahandja (21° 59′ 5,1″ S, 16° 55′ 10,1″ O) - Evangelisch-lutherische Kirche Gobabis (22° 27′ 10,4″ S, 18° 58′ 8,3″ O)                                                       | Friedenskirche Okahandja                              | 1928                 | |
| O-Gemeinden                   | Omaruru     | - Omaruru - Otjiwarongo - Outjo-Kamanjab              | - Kreuzkirche Omaruru (21° 25′ 4,7″ S, 15° 57′ 10,5″ O) - Heliandkirche Otjiwarongo (20° 27′ 41,3″ S, 16° 38′ 59,2″ O) - Evangelisch-lutherische Kirche Outjo (20° 6′ 20,2″ S, 16° 9′ 4,3″ O) |                                                       | - 1909 - 1909 - 1934 | Altersheim |
| Norden                        | Tsumeb      | - Grootfontein - Otavi - Tsumeb                       | - Jeremia-Kirche Tsumeb (19° 14′ 43,1″ S, 17° 43′ 6,5″ O) - Rogate-Kirche Grootfontein (19° 33′ 46,4″ S, 18° 6′ 0,7″ O) - Jubilate-Kirche Otavi (19° 38′ 18,1″ S, 17° 20′ 41,8″ O)            |                                                       | - 1911 - 1976 - 1911 | |
| Süden                         | –           | - Lüderitzbucht/Helmeringhausen - Mariental/Maltahöhe | - Felsenkirche Lüderitz (26° 38′ 59″ S, 15° 9′ 8″ O) - Evangelisch-Lutherische Kirche Maltahöhe (24° 50′ 30,4″ S, 16° 58′ 45,1″ O)                                                            | Felsenkirche Lüderitz · Evang.-Luth. Kirche Maltahöhe | 1909                 | |

## Partnerschaften
Die Kirche ist Gliedkirche der Vereinte Evangelisch-Lutherischen Kirche im südlichen Afrika (VELKSA) und der Lutheran Communion in Southern Africa (LUCSA). Sie ist Mitglied im Namibischen Kirchenrat (Council of Churches in Namibia (CCN)) und gehört dem Lutherischen Weltbund (LWB) an.
Enge Beziehungen bestehen zur Evangelischen Kirche in Deutschland, die ihre namibische Schwesterkirche vor allem durch die Entsendung von Geistlichen unterstützt.

## Medien
Die Kirche veröffentlichte viele Jahre neben den üblichen Gemeindebriefen die Zeitschrift Heimat – unsere Kirche, die viermal jährlich der Allgemeinen Zeitung beigelegt war. Sie war von 1930 bis 2009 ferner Herausgeberin des Afrikanischen Heimatkalenders, der neben kirchlichen Themen Landeskunde, Gegenwartsfragen und Fragen der namibischen Geschichte behandelt. Seit 2010 erschien das Jahrbuch unter dem Namen Perspektiven und wurde 2018 schlussendlich eingestellt.
Pfarrer der Evangelisch-Lutherischen Kirche in Namibia melden sich regelmäßig mit Beiträgen im deutschen Dienst der Namibian Broadcasting Corporation sowie auf Hitradio Namibia zu Wort.